# Pennisetum
Pennisetum o Sericura és un gènere de plantes de la família de les poàcies, ordre de les poals, subclasse de les commelínides, classe de les liliòpsides, divisió dels magnoliofitins.

## Taxonomia
- Pennisetum alopecuroides
- Pennisetum americanum
- Pennisetum clandestinum
- Pennisetum cenchroides Rich
- Pennisetum donsonii
- Pennisetum durum Beal
- Pennisetum elegans Hassk
- Pennisetum glaucum - Mill perlat
- Pennisetum massaicum
- Pennisetum pedicellatum
- Pennisetum polystachyon
- Pennisetum purpureum - farratge d'elefant
- Pennisetum sieberianum
- Pennisetum setaceum
- Pennisetum trachyphyllum
- Pennisetum villosum R. Br. ex Fresen

(vegeu-ne una relació més exhaustiva a Wikispecies)

## Sinònims
(Els gèneres marcats amb un asterisc (*) són sinònims probables)
Amphochaeta Andersson, 
Beckeropsis Fig. & De Not., 
Catatherophora Steud., 
Eriochaeta Fig. & De Not., 
Gymnotrix P. Beauv., 
*Kikuyuochloa H. Scholz, 
Lloydia Delile, 
Loydia Delile, orth. var., 
Macrochaeta Steud., 
Penicillaria Willd., 
Pentastachya Steud., nom. inval., 
Sericura Hassk.